# Dehu
Dehu là một thị trấn thống kê (census town) của quận Pune thuộc bang Maharashtra, Ấn Độ.

## Địa lý
Dehu có vị trí 18°43′B 73°46′Đ / 18,72°B 73,77°Đ Nó có độ cao trung bình là 594 mét (1948 feet).

## Nhân khẩu
Theo điều tra dân số năm 2001 của Ấn Độ, Dehu có dân số 5340 người. Phái nam chiếm 52% tổng số dân và phái nữ chiếm 48%. Dehu có tỷ lệ 77% biết đọc biết viết, cao hơn tỷ lệ trung bình toàn quốc là 59,5%: tỷ lệ cho phái nam là 83%, và tỷ lệ cho phái nữ là 72%. Tại Dehu, 11% dân số nhỏ hơn 6 tuổi.